# Bernardo de Iriarte
Bernardo de Iriarte Nieves Rabelo (Puerto de la Cruz, 18 de febrer de 1735 - Bordeus, 13 de juliol de 1814) fou un destacat polític i diplomàtic en els regnats de Ferran VI d'Espanya, Carles III d'Espanya, Carles IV d'Espanya i Josep I d'Espanya. Germà de l'escriptor i faulista Tomás de Iriarte.

## Biografia
Era fill de Bernardo de Iriarte Cisneros i de Bàrbara Nieves Rabelo. El seu avi, Juan de Iriarte y Echeverría, era un noble d'Oñati. A l'edat de quinze anys se'n va anar a Madrid, on va ser cridat pel seu oncle, l'acadèmic, bibliotecari reial i traductor de la secretaria d'estat Juan de Iriarte, perquè l'ajudés en el Diccionario latín-español.
En 1756 fou nomenat secretari de la Legació espanyola al Ducat de Parma, i posteriorment nomenat Encarregat de Negocis al mateix ducat. En 15 d'abril de 1758 va tornar a Madrid com a oficial vuitè de la secretaria d'Estat, on va anar pujant esglaons pas a pas, en funció de les vacants que anessin apareixent en l'oficina.
El maig de 1760 va ser enviat com a secretari a l'ambaixada en Londres, d'on va tornar en 1761 a causa de l'entrada d'Espanya en la Guerra dels Set Anys contra Gran Bretanya. En tornar a Madrid, se li va restablir en el seu lloc en la secretària d'Estat, si bé al febrer de 1763 ja era oficial quart d'aquest departament. Des d'aquí, fins a novembre de 1773, quan aconsegueix la plaça d'oficial major més antic, Iriarte segueix l'escalafó de manera regular, ascendint càrrec a càrrec dins de la secretaria. Sembla que va mantenir una relació especialment bona amb el secretari Grimaldi, segons suggereix Cotarelo per un poema satíric contra el ministre italià després del fracàs de l'expedició contra Alger d'Alejandro O'Reilly en 1775. Després, amb Floridablanca, va haver-hi una primera època de bones relacions seguida d'una posterior en la qual es van espatllar. El 28 de desembre de 1772 va rebre l'Orde de Carles III i en 1763 va ingressar a la Reial Acadèmia Espanyola.
Va freqüentar la tertúlia que tenia lloc a casa de Pablo de Olavide, en la dècada de 1760, sent potser aquí on va travar la seva amistat amb Campomanes. També va freqüentar el saló de la comtessa de Montijo, on va conèixer Urquijo, Cabarrús i Jovellanos, i la tertúlia de la Fonda de Sant Sebastià, on van entaular amistat amb José Cadalso. Des de 1774 va pertànuer a l'Acadèmia de Belles Arts de Sant Ferran. Aquestes amistat li van permetre que, quan va esclatar una polèmica entre el seu germà i un antic protegit de Squillace, un tal Sedano, Bernardo va mobilitzar a les seves amistats, com Campomanes, en la defensa del seu germà. Més endavant, en 1779, va aconseguir que Floridablanca patrocinés la publicació d'un poema del seu germà, anomenat “La Música”.
En 1778 va ser enviat a Roma com a secretari de l'ambaixada. En 1780 és nomenat conseller de capa i espasa del Consell d'Índies, destinació habitual dels oficials majors de la secretaria d'Estat, un càrrec honorífic, amb el que coronava una llarga trajectòria al servei del monarca. En 1782 fou nomenat també vocal de la Junta de Comerç i Moneda i en 1787 vicepresident de la Companyia de les Filipines. Va caure en desgràcia davant Floridablanca, però es va guanyar el favor del nou canceller Manuel Godoy, qui el va nomenar vocal de la Junta d'Agricultura, Comerç i Navegació d'Ultramar. Tanmateix, el 1802 va ser destituït, expulsat de Madrid i bandejat a València primer i després a Andalusia.
La seva situació tornaria a canviar amb la guerra del francès. De fer un donatiu de 500 reals al setembre de 1808 per contribuir a l'esforç bèl·lic, va passar a ser un dels ministres de Josep I. Ja el gener de 1809 fou un dels diplomàtics que va enviar Madrid a Napoleó I per tractar sobre la submissió de la capital a l'Emperador francès.
Després d'aquest acostament, Iriarte va passar a ser un dels ministres de Josep I com Cabarrús, Urquijo, Miguel José de Azanza, etc. Va formar part del Consell d'Estat d'Espanya. Després de la caiguda del govern bonapartista, es va exiliar a França, on va morir en 1814.